# Merri
Merri ist eine französische Gemeinde mit 151 Einwohnern (Stand: 1. Januar 2022) im Département Orne in der Region Normandie (vor 2016 Basse-Normandie). Sie gehört zum Arrondissement Argentan und ist Mitglied im Gemeindeverband Terres d’Argentan Interco. Die Einwohner werden Merriens und Merriennes genannt.

## Geografie

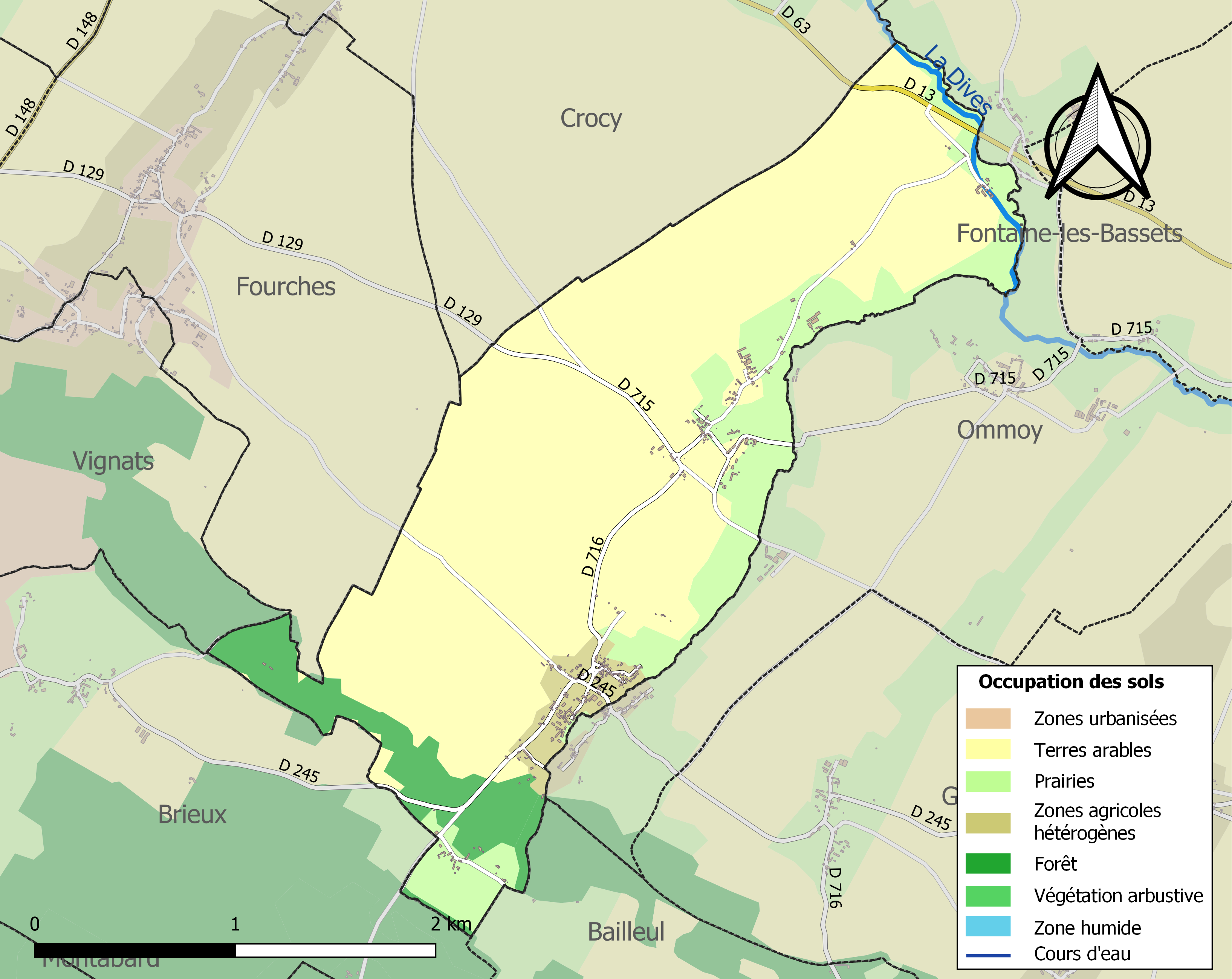
Bodennutzung, Hydrografie und Infrastruktur der Gemeinde (2018)

Merri liegt etwa 12 Kilometer nördlich von Argentan und etwa 48 Kilometer nordnordwestlich von Alençon in der Région naturelle Pays d’Auge an der Grenze zum benachbarten Département Calvados. Die Dives begrenzt das Gemeindegebiet im Norden, der Fluss Douit im Osten und Südosten. Das Zentrum der Gemeinde liegt auf einer Höhe von etwa 100 m. Das Relief des Gebiets zeigt keine markanten Erhebungen mit einem Süd-Nord-Gefälle. Im Süden werden Höhen über 160 m erreicht, im Norden im Flussbett der Dives 62 m.
Rund 92 % der Fläche der Gemeinde werden landwirtschaftlich genutzt, rund 8 % sind bewaldet, insbesondere im Südwesten (Stand: 2018).
Umgeben wird Merri von den Nachbargemeinden Crocy (Calvados) im Norden und Nordwesten, Ommoy im Osten und Nordosten, Bailleul im Süden und Südosten, Brieux im Süden und Südwesten, Vignats (Calvados) im Westen und Südwesten sowie Fourches (Calvados) im Westen.

## Bevölkerungsentwicklung
| Merri: Einwohnerzahlen von 1793 bis 2020                                                                                   | Merri: Einwohnerzahlen von 1793 bis 2020 | Merri: Einwohnerzahlen von 1793 bis 2020 | Merri: Einwohnerzahlen von 1793 bis 2020 | Merri: Einwohnerzahlen von 1793 bis 2020 |
| --- | ---------------------------------------- | ---------------------------------------- | ---------------------------------------- | ---------------------------------------- |
| Jahr |                                          |                                          |                                          | Einwohner                                |
| 1793 | 1793                                     |                                          | 434                                      | 434                                      |
| 1800 | 1800                                     |                                          | 541                                      | 541                                      |
| 1806 | 1806                                     |                                          | 559                                      | 559                                      |
| 1821 | 1821                                     |                                          | 592                                      | 592                                      |
| 1836 | 1836                                     |                                          | 598                                      | 598                                      |
| 1841 | 1841                                     |                                          | 583                                      | 583                                      |
| 1846 | 1846                                     |                                          | 519                                      | 519                                      |
| 1851 | 1851                                     |                                          | 503                                      | 503                                      |
| 1856 | 1856                                     |                                          | 475                                      | 475                                      |
| 1861 | 1861                                     |                                          | 421                                      | 421                                      |
| 1866 | 1866                                     |                                          | 398                                      | 398                                      |
| 1872 | 1872                                     |                                          | 354                                      | 354                                      |
| 1876 | 1876                                     |                                          | 364                                      | 364                                      |
| 1881 | 1881                                     |                                          | 343                                      | 343                                      |
| 1886 | 1886                                     |                                          | 310                                      | 310                                      |
| 1891 | 1891                                     |                                          | 287                                      | 287                                      |
| 1896 | 1896                                     |                                          | 283                                      | 283                                      |
| 1901 | 1901                                     |                                          | 273                                      | 273                                      |
| 1906 | 1906                                     |                                          | 303                                      | 303                                      |
| 1911 | 1911                                     |                                          | 272                                      | 272                                      |
| 1921 | 1921                                     |                                          | 239                                      | 239                                      |
| 1926 | 1926                                     |                                          | 267                                      | 267                                      |
| 1931 | 1931                                     |                                          | 231                                      | 231                                      |
| 1936 | 1936                                     |                                          | 228                                      | 228                                      |
| 1946 | 1946                                     |                                          | 231                                      | 231                                      |
| 1954 | 1954                                     |                                          | 257                                      | 257                                      |
| 1962 | 1962                                     |                                          | 255                                      | 255                                      |
| 1968 | 1968                                     |                                          | 237                                      | 237                                      |
| 1975 | 1975                                     |                                          | 185                                      | 185                                      |
| 1982 | 1982                                     |                                          | 154                                      | 154                                      |
| 1990 | 1990                                     |                                          | 142                                      | 142                                      |
| 1999 | 1999                                     |                                          | 142                                      | 142                                      |
| 2006 | 2006                                     |                                          | 151                                      | 151                                      |
| 2013 | 2013                                     |                                          | 168                                      | 168                                      |
| 2020 | 2020                                     |                                          | 153                                      | 153                                      |
| Quelle(n): EHESS/Cassini bis 1999, INSEE ab 2006 Anmerkung(en): Ab 1962 offizielle Zahlen ohne Einwohner mit Zweitwohnsitz |                                          |                                          |                                          |                                          |

## Sehenswürdigkeiten
- Kirche Saint-Claude aus dem 11. Jahrhundert, im 18. Jahrhundert restauriert
- Camp de Bierre, urgeschichtliche archäologische Stätte im Weiler Launay, seit 1908 als Monument historique klassifiziert. Sie wurde von der Jungsteinzeit bis zur gallorömischen Epoche besiedelt.

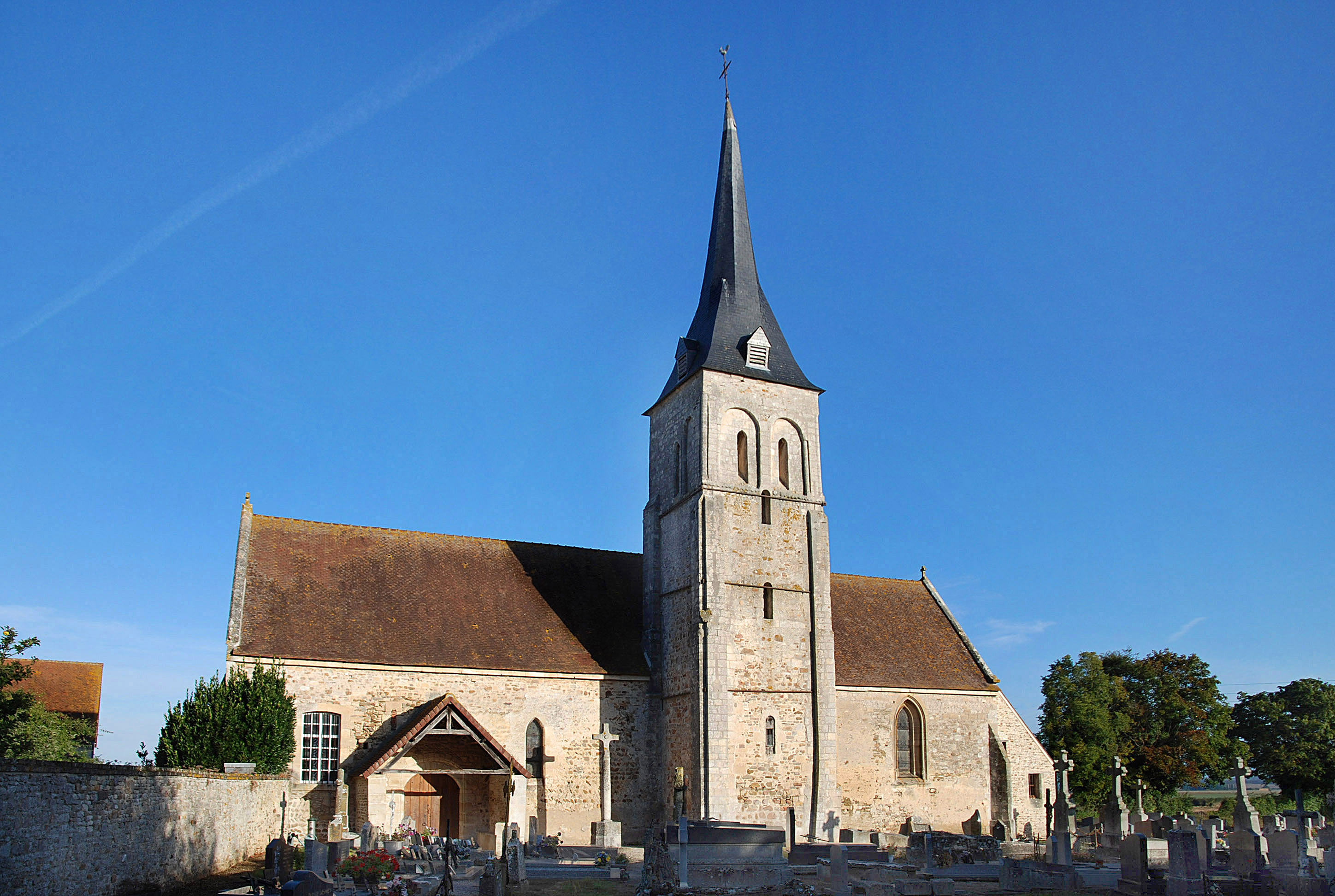
Kirche Saint-Claude
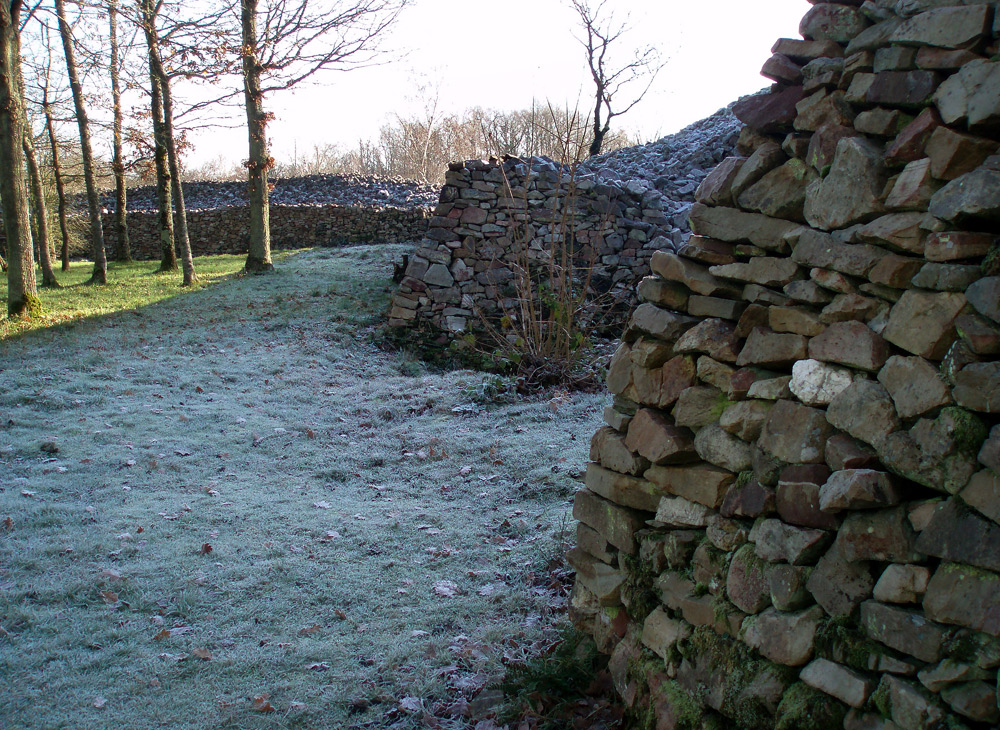
Restaurierte Befestigung im Camp de Bierre

## Verkehr
Merri liegt abseits größerer Verkehrsachsen. Die nachgeordneten Departementsstraßen D 245. D 715 und D 716 sowie lokale Landstraßen verbinden das Zentrum mit den Weilern der Gemeinde und den Nachbargemeinden.